# Târgu Jiu
Târgu Jiu [ˈtɨrgu ˈʒiu] (bis 1992 Tîrgu Jiu, ungarisch Zsilvásárhely, historisch auch Tergu Jiu, Targulu Jiuliu, Tirguschu; im 18./19. Jh. deutsch Turgukukuli) ist eine Stadt in der historischen Region Kleine Walachei in Rumänien. Sie liegt als Hauptstadt des Kreises Gorj am Fluss Jiu (Schil) im Vorland der Südkarpaten und hat rund 80.000 Einwohner. Der Ort wurde 1406 erstmals urkundlich erwähnt und besitzt seit 1597 Stadtrecht. Die orthodoxe Kathedrale wurde 1748–1764 errichtet. 1992 wurde eine Universität gegründet.

## Skulpturenensemble

Tisch des Schweigens
Tor des Kusses
Unendliche Säule

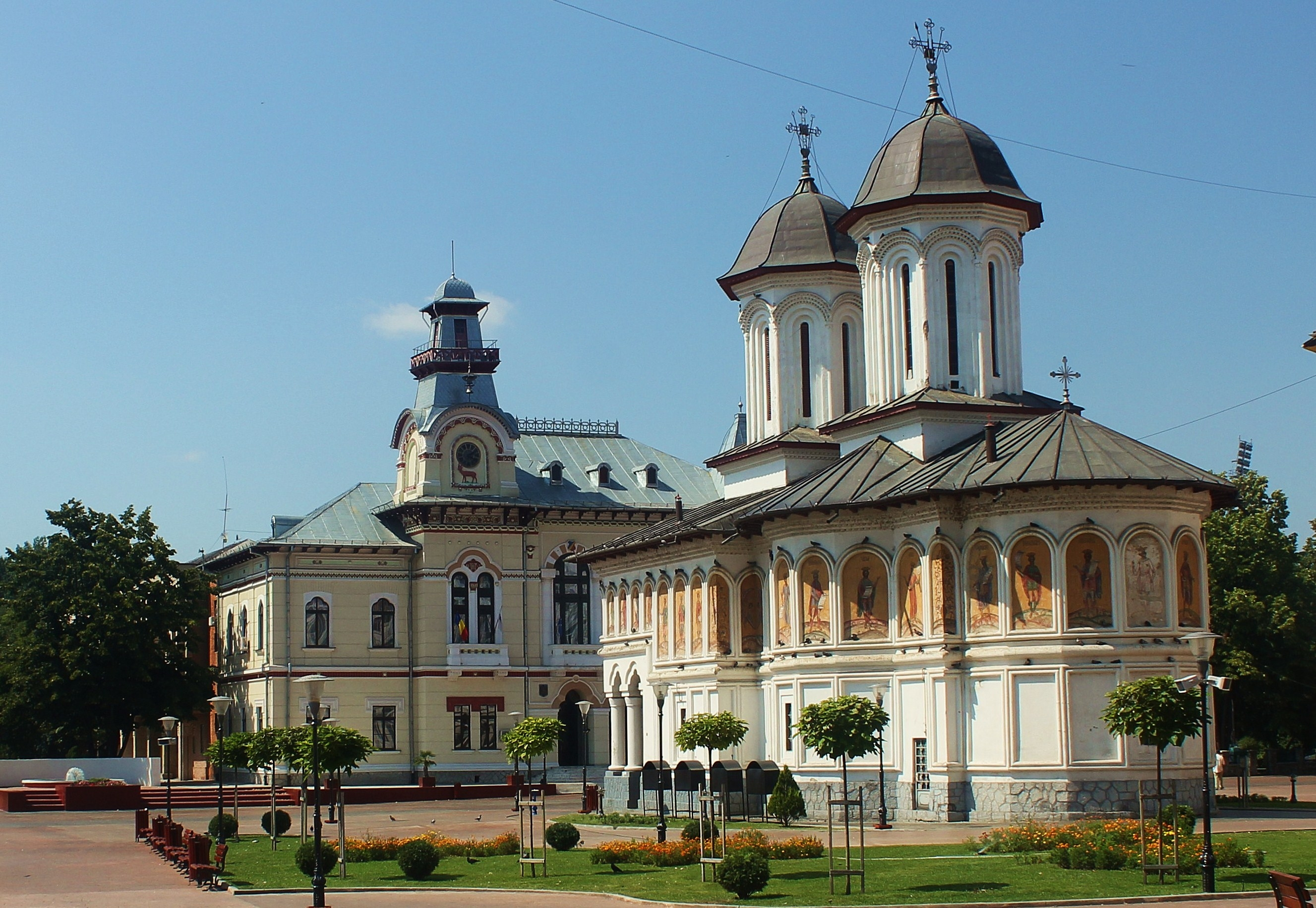
Târgu Jiu

Eine herausragende Sehenswürdigkeit ist das Skulpturenensemble von Constantin Brâncuși mit dem Tisch des Schweigens, dem Tor des Kusses und der Unendlichen Säule. Das Ensemble wurde in den Jahren 1937/1938 als Auftragswerk der Frauenliga von Gorj errichtet und soll an die gefallenen Soldaten des Ersten Weltkrieges erinnern.
In den 1950er Jahren versuchte der damalige Bürgermeister das Kunstwerk niederzureißen, was aber aufgrund eines zu schwachen Motors des Bulldozers nicht gelang. 1973 genehmigte die Bukarester Regierung ein Buch über das Skulpturen-Ensemble: Ion Miclea [Fotograf, 1931–2000]: [Constantin] Brâncusi la Tîrgu [heute offiziell: Târgu] Jiu. Cuvînt Inainte de George Macuvescu. [Bucuresti:] 1973 Editura Pentru Turism; darin eingangs 14 Seiten über Hobița, den Geburtsort von Brancusi. 1996 nahm der internationale World Monuments Fund (WMF) das Ensemble von Târgu Jiu in die Liste der weltweit hundert gefährdetsten Monumente auf. Daraufhin gab die Weltbank Rumänien einen Kredit in Höhe von 2,6 Millionen US-Dollar zwecks Restaurierung.
Die Unendliche Säule ist nun das Hauptelement im Stadtwappen.
Im Juli 2024 wurde das Skulpturen-Ensemble in die Liste des UNESCO-Welterbes aufgenommen.

## Konzentrationslager
In Târgu Jiu wurden mindestens seit 1941 jüdische Männer auf Anordnung Ion Antonescus in einem Lager interniert. Auch von anderen Konzentrationslagern aus wurden bald Juden in dem Lager interniert. Zusätzlich diente das Lager zur Internierung kommunistischer und anderer politischer Gefangener, die sich der Diktatur Antonescus und seinem Kriegsengagement an der Zeit des Deutschen Reichs widersetzten. Nach dem Königlichen Staatsstreich in Rumänien im Jahr 1944 und der Befreiung Rumäniens von den dort stationierten deutschen Truppen durch die Rote Armee wurde das ehemalige Konzentrationslager genutzt, um verbleibende, sich dem Deutschen Reich loyal erweisende Individuen festzusetzen.

## Sonstige Bauwerke

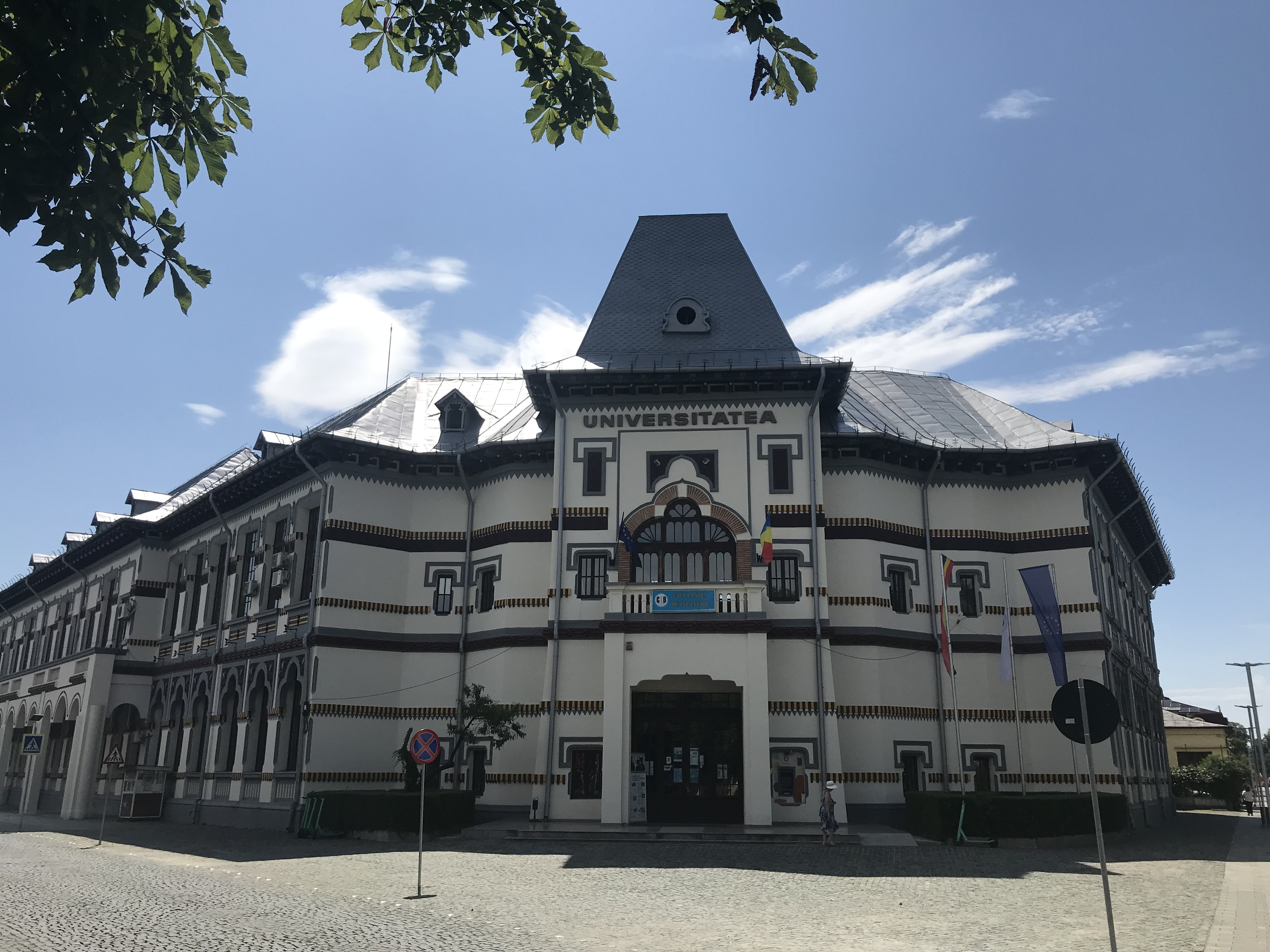
Universität

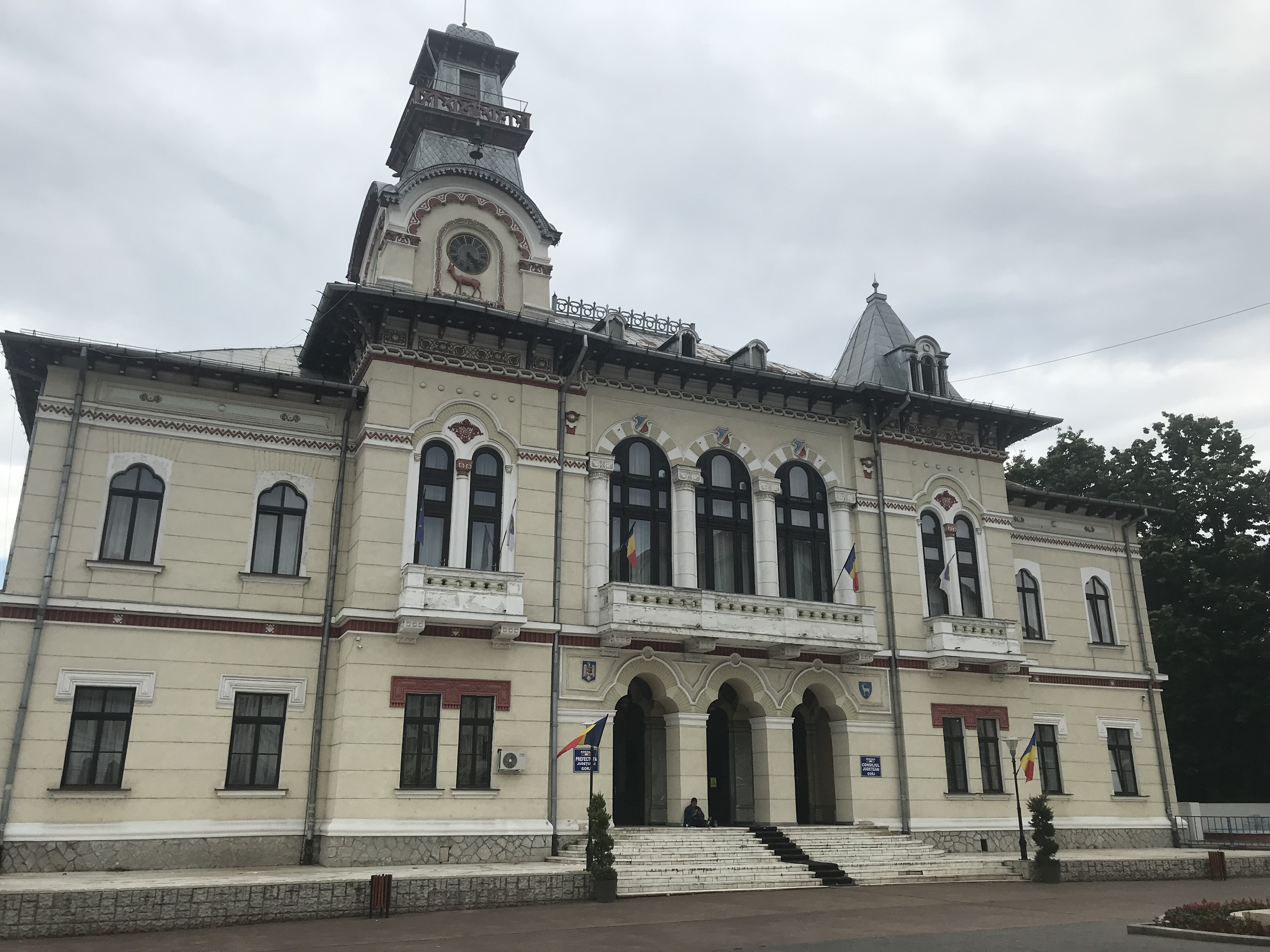
Präfektur

Im Süden der Stadt, unweit des Jiu, steht der 256 Meter hohe Kamin (Lage) eines nie in Betrieb gegangenen Heizkraftwerks; im Südosten befindet sich ein Mittelwellensender mit zwei je 139 Meter hohen Sendemasten.
Zwei Wasserkraftwerke an den im Westen der Stadt gelegenen Staudämmen sollten 2013 voraussichtlich etwa 40,5 Megawatt leisten. Wegen der hohen Verschmutzung der Stauseen können die Wasserkraftwerke die erhoffte Strommenge nicht abliefern.

## Städtepartnerschaft
Es besteht eine Partnerschaft mit folgenden Städten:
- Forbach, Frankreich
- Lauchhammer, Deutschland
- Noci, Italien
- Pendik, Türkei
- Yambol, Bulgarien

## Persönlichkeiten
- Ioan Bengliu (1881–1940), Generalleutnant im Königreich Rumänien
- Gheorghe Tătărescu (1886–1957), Ministerpräsident und Außenminister
- Mihail Lascăr (1889–1959), General und Verteidigungsminister (1946–1947)
- Horațiu Dimitriu (1890–1926), Maler des Postimpressionismus
- Iosif Keber, auch: Josef Koeber (30. Juli 1897 – 18. April 1989), jüdischer Herkunft, Maler, Kunstpädagoge[13]
- Nicolae Cambrea (1899–1976), General und Politiker
- Sergiu Nicolaescu (1930–2013), Schauspieler, Regisseur und Politiker
- Emil Ciocoiu (1948–2020), Maler
- Cristian Brâncuși (* 1951), Dirigent und Komponist
- Cătălin Măruță (* 1978), Moderator und TV-Persönlichkeit[14]
- Adrian Ioana (* 1981), Mathematiker
- Amelia Racea (* 1994), Turnerin und Europameisterin am Schwebebalken

## Ehrenbürger
- 2003: Florin Mergea (* 1985), Tennisspieler
- 2015: Andreea Munteanu (* 1998), Kunstturnerin